# Кривая безразличия

График карты кривых безразличия.

Кривая безразличия — множество всевозможных комбинаций благ, имеющих для потребителя одинаковую полезность и по отношению к выбору которых он безразличен. В простейшем двумерном случае кривую безразличия часто изображают на плоскости в виде выпуклой (к началу координат) линии. Однако кривая имеет такой вид лишь при выполнении ряда условий (см. свойства). Понятие кривой безразличия восходит к Фрэнсису Эджуорту и Вильфредо Парето.
Аналогом понятия кривой безразличия для производителя является изокванта — множество всевозможных комбинаций факторов производства. В простейшем случае в качестве факторов используют труд и капитал.
Кривые безразличия явно или неявно возникают при решении задачи потребителя.

## Проблема оценки потребителем полезности благ
Поведение потребителя зависит от двух составляющих: рационализм и иррационализм. Под рационализмом понимается логическая обоснованность каких-либо действий. Иррационализм включает в себя совершение действий под воздействием каких-либо чувств, эмоций, инстинктов, рефлексов и так далее. Целью изучения поведения потребителя является определение предсказуемости его поступков. Однако иррациональная часть поведения в настоящее время является малоизученной и малопредсказуемой. Поэтому можно утверждать, что абсолютно точно предсказать поведение потребителя невозможно. В связи с тем, что иррациональность сложно систематизировать и оценить, в классической экономике предпочитают рассматривать только рациональное поведение потребителя. Оно состоит в сопоставлении результатов потребления и затрат. В качестве результатов рассматриваются изменения полезности, в качестве затрат — суммы денег, потраченные на покупки. Так как в экономике для анализа используются цифры, то первоначально была предпринята попытка оценки полезности. Учёные (Уильям Джевонс, Карл Менгер, Леон Вальрас), которые придерживались данного подхода, назывались кардиналистами. Они понимали, что существует субъективность в оценках различных людей, поэтому пользовались методом индукции, рассматривая оценку среднего потребителя. Благодаря кардиналистам была исследована динамика общей предельной полезности. Другая группа учёных — ординалисты, считали подход кардиналистов неправильным из-за таких обстоятельств как: 1) неспособность точной цифровой оценки, из-за несовершенства информации; 2) переменчивость взглядов потребителя во времени. Взамен точной оценке, ординалисты предложили относительную оценку, которая не нуждалась в цифровой оценке полезности.

## Эффект дохода и эффект замещения
Эффект дохода — это результат воздействия на спрос потребителя изменения его реального дохода, вызванного изменением цены товара, без учёта эффекта замещения. Эффект замещения — изменение структуры потребления в результате изменения соотношения цен товаров при неизменном реальном доходе.
Разделение эффекта цены на эффект дохода и замещения позволяет проводить оценку товаров по отношению к доходу. Эффект замещения всегда имеет одно направление: в случае снижения цены он положительный, в случае увеличения — отрицательный. В то же время эффект дохода имеет разное направление: в случае снижения цены эффект дохода положителен, общий эффект цены положительный, значит речь идёт о нормальных товарах. Если в случае снижения цены, эффект дохода отрицательный, а общий эффект положительный, то речь идёт об инфериорных товарах. Если в случае снижения цены эффект дохода отрицательный, общий эффект отрицательный (то есть эффект дохода больше эффекта замещения), то это товар Гиффена.

## Практическое значение анализа кривых безразличия

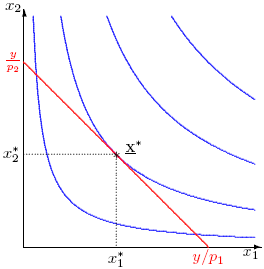
Наложение на кривые безразличия линии бюджетных ограничений показывает оптимальный выбор альтернатив для потребителя, при котором максимизируется полезность

Теория потребления использует кривые безразличия и линии бюджетных ограничений для построения кривых потребительского спроса. Для одного потребителя это относительно простой процесс. Во-первых, пусть первый товар (X1) будет, например, морковь, а второй товар (X2) — составной представитель всех остальных товаров. Бюджетные ограничения представляют собой прямую линию на карте безразличия, показывающую все возможные распределения между двумя товарами. Максимальная полезность при данных условиях — это точка, в которой кривая безразличия касается бюджетной линии (на рисунке это точка X*), которая следует логике: если рынок оценивает товар выше, чем домохозяйство, домохозяйство продаст его; если рынок оценивает товар меньше, чем домохозяйство, домохозяйство купит его. Затем процесс продолжается до тех пор, пока предельные нормы замещения рынка и домохозяйства не сравняются. Теперь, если бы цена на морковь изменилась, а цены на все другие товары остались бы постоянными, градиент бюджетной линии также изменился бы, что привело бы к другой точке касания и другому количеству спроса. Затем эти комбинации цена/количество могут быть использованы для построения полной кривой спроса.
Подобный анализ позволяет определить оптимальные потребности различных потребителей среди набора различных товаров и услуг. Для этого под видом кривых безразличия подразумевается структура расходов населения, а в случае изменения доходов, каково изменение данной структуры. Также анализ кривых безразличия может быть использован в различных частных ситуациях, связанных, например, с осуществлением выбора, в качестве представителя различных направлений социальной политики, в случае подбора различных подарков и т. д.

## Формальное определение
Кривая безразличия — это линия (поверхность, гиперповерхность) уровня функции полезности {\displaystyle u(x)=c}.
При различных (допустимых) значениях константы получается семейство кривых, которое обычно именуется картой безразличия. Математически карта безразличия — это фактормножество в пространстве альтернатив.

## Свойства кривых безразличия
Свойства кривых безразличия зависят от свойств функции полезности, которая в свою очередь определяется лежащим в её основе предпочтением.
1. Кривые безразличия не могут пересекаться, поскольку не пересекаются линии уровня функции полезности.
2. Если предпочтения являются монотонными, то каждая следующая кривая безразличия, проходящая дальше от начала координат, отражает бо́льшую величину полезности, чем предыдущая.
3. Из-за монотонности предпочтений кривые безразличия имеют отрицательный наклон.
4. Если предпочтения удовлетворяют свойству локальной ненасыщаемости, то кривые безразличия являются «тонкими».
5. Наклон кривой безразличия отражает оценку потребителем полезности каждого из благ относительно друг друга и является предельной нормой замещения (англ. MRS) одного блага другим. Показатель уменьшается при движении вдоль кривой безразличия, а сами кривые безразличия являются вогнутыми по отношению к началу координат. Это свойство связано с выпуклостью отношения предпочтения (квазивогнутостью функции полезности).

## Примеры кривых
Примеры кривых для наиболее распространённых функций полезности.

Форма кривых для «обычных товаров», обладающих частичной заменяемостью.
Форма кривых при товарах-субститутах.
Форма кривых при товарах-комплементах.

Встречаются экзотические примеры «кривых» безразличия. Например, карта безразличия для лексикографических предпочтений состоит из отдельных точек.